# Brownwood
Brownwood – miasto w Stanach Zjednoczonych, w stanie Teksas, w hrabstwie Brown. Według spisu w 2020 roku liczy 18,9 tys. mieszkańców. 